# Лукас (мини-футбольный клуб)
ФК «Лукас» (Кременчуг) — украинский мини-футбольный клуб, в 2014-2015 году выступавший в экстра-лиге чемпионата Украины.
Футбольный клуб «Лукас» основан в 2009 году. До 2012 года команда выступает в чемпионате города, наивысшим достижением становится четвёртое место в высшей лиге Кременчуга.
В июне 2012 «Лукас» в качестве играющего тренера возглавляет известный украинский мини-футболист Валентин Цвелых. В первом же сезоне под его руководством «Лукас» побеждает в чемпионате и кубке города, а также занимает второе место во второй лиге чемпионата Украины и доходит до 1/4 Кубка Украины, уступив в «финале восьми» луганскому «ЛТК» со счётом 2:5. В этот период команда ещё не имеет статуса профессиональной, в ней выступают местные воспитанники, а не игроки из других стран или других клубов Экстра-лиги.
Сезон 2013/14 «Лукас» проводит в первой лиге чемпионата Украины. Первый профессиональный сезон команда завершает успешно, пробившись в «финал четырёх» и заняв в итоге третье место в первой лиге чемпионата страны, уступив в полуфинале харьковскому «Монолиту». «Лукас» также успешно выступает в Кубке Украины, дойдя до полуфинала и уступив его будущему обладателю — львовской «Энергии» со счётом 3:6.
В августе 2014 был объявлен состав участников Экстра-лиги сезона 2014/15, в число которых вошёл и «Лукас». 1 сентября команда публикует заявку на сезон, в которую входит четырнадцать игроков: Сергей Прихожий, Антон Тарасенко, Евгений Данилейко, Ярослав Заворотный, Максим Крупин, Максим Кулька, Евгений Лемиш, Валентин Цвелых, Богдан Иванченко, Андрей Маньковский, Сергей Лапа, Тарас Рыбак, Анатолий Доманский и Иван Махно.
Первый круг чемпионата Украины 2014/15 «Лукас» завершает на восьмом месте среди десяти команд. По итогам регулярного чемпионата «Лукас» выходит в плей-офф на действующего чемпиона, харьковский Локомотив, и уступает в четвертьфинальных матчах.
28 апреля 2015 года клуб прекратил существование в связи с финансовыми проблемами.